# Diskay Sándor
Diskay Sándor (születési neve: Klein Sándor, hivatalos neve: Diskai Sándor) (Tapolca, 1883. augusztus 23. – Budapest, Erzsébetváros, 1953. február 8.) magyar hivatásos fotográfus, festőművész.

## Életpálya
Édesapja Klein Mór, édesanyja Kohn Karolina voltak. Vezetéknevét 1906-ban, 23 évesen változtatta Diskaira (a 20 éves Klein Józseffel és a 13 éves Imrével).
Diskai Sándor Diskay néven magyarországi (mint a Színházi Élet) és külföldi lapok fotográfusa és a Mona Lisa, művészeti, fényképészeti és festészeti vállalat (Diskay Művészi Fényképező Műtermei Mona Lisa) tulajdonosa volt.
Az elsők között volt, aki nagyon korán, már 1909-ben foglalkozott az ozobróm pozitív képrögzítési eljárással, de ismert alkalmazója volt a platinotípia és a guminyomat eljárásoknak is.
Nála tanult 1927. és 1930. között Tomecskó Frigyes tolnai fényképész.
Kétszer nősült az állami anyakönyvek tanúsága szerint. Először 1919. május 22-én Budapest V. kerületében Révi Erzsébet (1892–?) operaénekessel, akitől 1925-ben elvált majd 1933. szeptember 26-án Budapest VII. kerületében Kallós Rózával (1885–1945) lépett házasságra. Barátja Gyagyovszky Emil.